# Prenilacija
Prenilacija (izoprenilacija, lipidacija) je adicija hidrofobnih molekula na protein. Normalno se podrazumeva da prenilne grupe (3-metil-but-2-en-1-il) omogućavaju vezivanje za ćelijske membrane, slično lipidnim ankerima, mada za to nema direktne evidencije. Prenil grupe su važne za protein-protein vezivanje putem specijalizovanih domena za vezivanje prenila.

## Proteinska prenilacija
Proteinska prenilacija poboljšava transfer bilo farnezil ili geranil-geranil grupa do C-terminalnih cistein(a) ciljnog proteina. Postoje tri enzima za izvođenje prenilacije u ćeliji, farnezil transferaza, Caax proteaza i geranilgeranil transferaza I.
Farnezilacija je tip prenilacije, posttranslacione modifikacije proteina, putem koje se izoprenilna grupa dodaje na cisteinski ostatak. Farnezilacija je oblik posredovanja protein-protein i protein-membranskih interakcija.

## Literatura
- Maurer-Stroh, Sebastian; Eisenhaber, Frank (2005). „"Refinement and prediction of protein prenylation motifs"”. Genome Biology. 6 (6). PMC 1175975 . PMID 15960807. doi:10.1186/gb-2005-6-6-r55 . Архивирано из оригинала 26. 04. 2014. г. Приступљено 15. 11. 2012. Непознати параметар |article-number= игнорисан (помоћ). Genome Biology. 6:R55.}-
- Magee A, Seabra M (2003). „Are prenyl groups on proteins sticky fingers or greasy handles?”. Biochem J. 376 (Pt 2): e3—4. PMC 1223795 . PMID 14627432. doi:10.1042/BJ20031531.
- Taylor J, Reid T, Terry K, Casey P, Beese L (2003). „Structure of mammalian protein geranylgeranyltransferase type-I”. EMBO J. 22 (22): 5963—74. PMC 275430 . PMID 14609943. doi:10.1093/emboj/cdg571.

## Spoljašnje veze
- Prenylation на 